# Alfred Gerdes
Alfred Gerdes (* 24. Oktober 1916 in Berlin; † 15. Juli 2006 in Konstanz; auch Fredy Gerdes) war ein deutscher Hockeyspieler.
Im Alter von 18 Jahren nahm Gerdes an den Olympischen Spielen 1936 in Berlin teil. Dort spielte er in drei Spielen, zunächst bei den beiden Siegen in der Vorrunde und im Halbfinale, dann bei der 1:8-Niederlage gegen den Titelverteidiger Indien im Finale. Davor waren Afghanistan mit 4:1 und die Niederlande mit 3:0 bezwungen worden.
1936 war Gerdes Spieler beim Münchner SC.